# Lijst van beklimmingen in de Classic Brugge-De Panne
De lijst van beklimmingen in de Driedaagse Brugge-De Panne geeft een overzicht van bergen die onderdeel zijn (geweest) van het parcours van de wielerkoers Classic Brugge-De Panne.

## B
- Berendries

## E
- Edelareberg
- Eikenberg
- Eikenmolen

## G
- Grotenberge

## K
- Kanarieberg
- Kemmelberg
- Klemhoutstraat
- Kloosterbosstraat
- Kortekeer

## L
- Leberg
- Langendries

## M
- Mesenberg
- Monteberg

## O
- Oude Kruisberg

## P
- Paddestraat

## R
- Rodeberg

## S
- Stuivenberg
- Sulferberg

## T
- Taaienberg
- Tenbosse
- Tiegemberg

## V
- Valkenberg
- Vidaigneberg

1977 · 1978 · 1979 · 1980 · 1981 · 1982 · 1983 · 1984 · 1985 · 1986 · 1987 · 1988 · 1989 · 1990 · 1991 · 1992 · 1993 · 1994 · 1995 · 1996 · 1997 · 1998 · 1999 · 2000 · 2001 · 2002 · 2003 · 2003 · 2004 · 2005 · 2006 · 2007 · 2008 · 2009 · 2010 · 2011 · 2012 · 2013 · 2014 · 2015 · 2016 · 2017 · 2018 · 2019 · 2020 · 2021 · 2022 · 2023 · 2024

Lijst van beklimmingen